# Piunik Erywań
Piunik Erywań (orm. «Փյունիկ» Ֆուտբոլային Ակումբ Երեւան, "Piunik" Futbolajin Akumby Jerewan) – ormiański klub piłkarski z siedzibą w stolicy kraju, Erywaniu.

## Historia
Chronologia nazw:
- 1996–2001: Armenikum Erywań (orm. «Արմէնիկմ» Երեւան)
- od 2001: Piunik Erywań (orm. «Փյունիկ» Երեւան)

Klub Piłkarski Armenikum Erywań został założony w 1996 roku. Na początku 2000 prezesem został Choren Howhannisjan, a klub zajął 1. miejsce w drugiej lidze (Aradżin chumb). W 2001 zmienił nazwę na Piunik Erywań (nie mylić z wcześniejszą nazwą klubu Kilikia Erywań "Piunik") i debiutował w najwyższej lidze Armenii, w której występuje do dziś. Piunik w języku ormiańskim to mityczny ptak Feniks. Właścicielem klubu do stycznia 2009 był Prezes Ormiańskiego Związku Piłki Nożnej Ruben Ajrapetian, który sprzedał go Samwelowi Aleksanianowi. Klub począwszy od 2001 roku zdobywał dziesięć razy z rzędu mistrzostwo Armenii.

## Sukcesy
- Mistrzostwa Armenii:
  - Mistrzostwo (13x): 2001, 2002, 2003, 2004, 2005, 2006, 2007, 2008, 2009, 2010, 2014/2015, 2021/22, 2023/24
  - Wicemistrzostwo (2x): 2011, 2018/2019
- Puchar Armenii:
  - Zdobywca (8x): 1995/1996, 2002, 2004, 2009, 2010, 2012/2013, 2013/2014, 2014/2015
  - Finalista (3x): 1996/1997, 2006, 2016/2017
- Superpuchar Armenii:
  - Zdobywca (9x): 1998, 2002, 2004, 2005, 2007, 2008, 2010, 2011, 2015
  - Finalista (6x): 1997, 2003, 2006, 2009, 2013, 2014

## Obecny skład
Stan na 19 grudnia 2020
| Nr | Poz. | Piłkarz                                  |
| -- | ---- | ---------------------------------------- |
| 1  | BR   | Sewak Aslanian                           |
| 2  | OB   | Sierob Grigorian                         |
| 3  | OB   | Artur Kartaszjan                         |
| 4  | OB   | Percz Poghikian                          |
| 5  | PO   | Julius Ufuoma                            |
| 6  | PO   | Norajr Ghazarian                         |
| 7  | PO   | Erik Azizian                             |
| 8  | PO   | Gorr Malakian                            |
| 9  | NA   | Anton Kobiałko                           |
| 10 | PO   | Artur Grigorian                          |
| 12 | PO   | Muhammad Ladan (wypożyczony z PFK Soczi) |
| 13 | PO   | Dramane Salou                            |
| 14 | PO   | Artur Nadirian                           |
| 15 | OB   | Alexandre Yeoulé                         |
| 16 | BR   | Wlad Czatunc                             |

| Nr | Poz. | Piłkarz                                                 |
| -- | ---- | ------------------------------------------------------- |
| 17 | NA   | Leuon Wardanian                                         |
| 18 | OB   | Alik Arrakelian                                         |
| 19 | NA   | Artiom Awaniesjan (wypożyczony z Ararat-Armenia Erywań) |
| 20 | PO   | Artem Habełok                                           |
| 21 | PO   | Daniel Aghbalian                                        |
| 22 | OB   | Robert Hakobian                                         |
| 23 | NA   | Aras Özbiliz (kapitan)                                  |
| 24 | OB   | Salomon Nirisarike                                      |
| 25 | OB   | Magomied Musałow                                        |
| 26 | OB   | Arsen Sargsjan                                          |
| 28 | PO   | Narek Howhannisjan                                      |
| 29 | NA   | Steven Alfred                                           |
| 30 | OB   | Erik Awetisjan                                          |
| 71 | BR   | Stanisław Buczniew                                      |
| 77 | PO   | Armen Nahapetian (wypożyczony z Ararat-Armenia Erywań)  |

### Piłkarze na wypożyczeniu
| Nr | Poz. | Piłkarz                                       |
| -- | ---- | --------------------------------------------- |
|    | NA   | Grenik Petrosjan (wypożyczony do CSKA Erywań) |

### Sztab szkoleniowy
| Imię i nazwisko    | Funkcja                         |
| ------------------ | ------------------------------- |
| wakat              | Trener                          |
| Karen Simonian     | Asystent trenera                |
| Erik Nazarian      | Asystent trenera                |
| Wladimir Wardanian | Trener bramkarzy                |
| Ciro Hosseini      | Trener przygotowania fizycznego |